# Bartolozzi-Preis
Der Bartolozzi-Preis (italienisch Premio Giuseppe Bartolozzi, auch Premio Bartolozzi) ist ein von der Unione Matematica Italiana (UMI) alle zwei Jahre vergebener Preis für junge italienische Mathematiker (unter 34 Jahren), der 1969 von Federico Bartolozzi in Erinnerung an seinen Sohn Giuseppe gestiftet wurde. Er ist mit 1500 Euro dotiert.

## Preisträger
- 1969 Giuseppe Da Prato (Universität Rom, La Sapienza)
- 1971 Giorgio Talenti (Universität Florenz)
- 1973 Sergio Spagnolo (Universität Pisa)
- 1975 Maurizio Cornalba (Universität Pisa)
- 1977 Rosario Strano (Universität Catania)
- 1979 Mariano Giaquinta (Universität Florenz)
- 1981 Angelo Marcello Anile (Universität Catania)
- 1983 Fabrizio Catanese (Universität Pisa)
- 1985 Daniele Struppa (École Normale Superiore, Pisa)
- 1987 Alessandra Lunardi (Universität Pisa)
- 1989 Marco Abate (École Normale Superiore, Pisa)
- 1991 Luigi Ambrosio (Universität Rom Tor Vergata)
- 1993 Stefano Demichelis (University of California, San Diego)
- 1995 Francesco Amoroso (Universität Pisa)
- 1997 Lucia Caporaso (Harvard University)
- 1999 Marco Manetti (École Normale Superiore, Pisa)
- 2001 Giovanni Leoni (Carnegie Mellon University)
- 2003 Carlo Maria Mantegazza (École Normale Superiore, Pisa)
- 2005 Giuseppe Mingione (Universität Parma)
- 2007 Annalisa Buffa (IMATI, Pavia)
- 2009 Valentino Tosatti (Columbia University)
- 2011 nicht vergeben
- 2013 Gianluca Crippa (Universität Basel)
- 2015 Emanuele Spadaro (Universität Leipzig)
- 2017 Andrea Mondino (University of Warwick)
- 2019 Maria Colombo (EPFL, Lausanne)
- 2021 Serena Dipierro (University of Western Australia)
- 2023 Cristiana De Filippis (Universität Parma) und Eleonora Di Nezza (Sorbonne Université)[1]